# Zhao Ziyue
Zhao Ziyue (赵子岳S, Zhào ZiyuèP; Contea di Gu, 31 luglio 1909 – 25 marzo 1997) è stato un attore cinese.
È stato inserito nel 2005 nella lista dei "100 migliori attori in 100 anni di cinema cinese" secondo la China Film Performance Art Academy, della quale è stato il primo presidente onorario, dalla sua fondazione nel 1985.